# Gare de Sainte-Marthe-en-Provence
Gare de Sainte-Marthe-en-Provence – przystanek kolejowy w Marsylii, w departamencie Delta Rodanu, w regionie Prowansja-Alpy-Lazurowe Wybrzeże, we Francji.
Jest przystankiem kolejowym Société nationale des chemins de fer français (SNCF), obsługiwanym przez pociągi TER Provence-Alpes-Côte d’Azur.

## Położenie
Znajduje się na wysokości 82 m n.p.m., na linii Pertuis – Marsylia, pomiędzy stacjami Picon-Busserine i Saint-Joseph-le-Castellas.